# Апорт (военная операция)
Операция «Апорт» — военная операция по скрытному развёртыванию группы подводных лодок в океане, проведённая ВМФ СССР с 29 мая по 1 июля 1985 года. Пять многоцелевых атомных подводных лодок из состава 33-й и 3-й дивизий Северного флота выполняли задачи боевой службы в Саргассовом море, вскрывая районы боевого патрулирования ПЛАРБ США.

## Предыстория
В начале 1980-х годах президентство Рональда Рейгана привело к обострению отношений между СССР и США, по сути эскалировав Холодную войну. В эти годы флот США был значительно усилен, в том числе в части противолодочных сил — усовершенствована система подводного наблюдения СОСУС, введены в строй корабли с буксируемой гидроакустической системой SURTASS, увеличены возможности морской авиации США, районы боевого патрулирования стратегических ПЛАРБ с получением ракет Посейдон C-3, а затем и Трайдент I C-4, были перенесены к берегам США, в хорошо прикрытые противолодочной обороной районы. Все эти меры снизили теоретические возможности ВМФ СССР в противостоянии с Штатами и даже поставили под вопрос возможность предотвращения Северным флотом превентивного ядерного удара по Советскому Союзу из-под воды.
Для проверки возможностей современных советских многоцелевых АПЛ второго поколения по предложению командования ВМФ СССР было принято решение о проведении операции по развёртыванию советских подводных лодок в районе предположительного нахождения стратегических АПЛ США и по изучению системы противодействия американского флота подобным угрозам. Местом проведения был выбран район к северу от Ньюфаундлендской банки.

## Подготовка

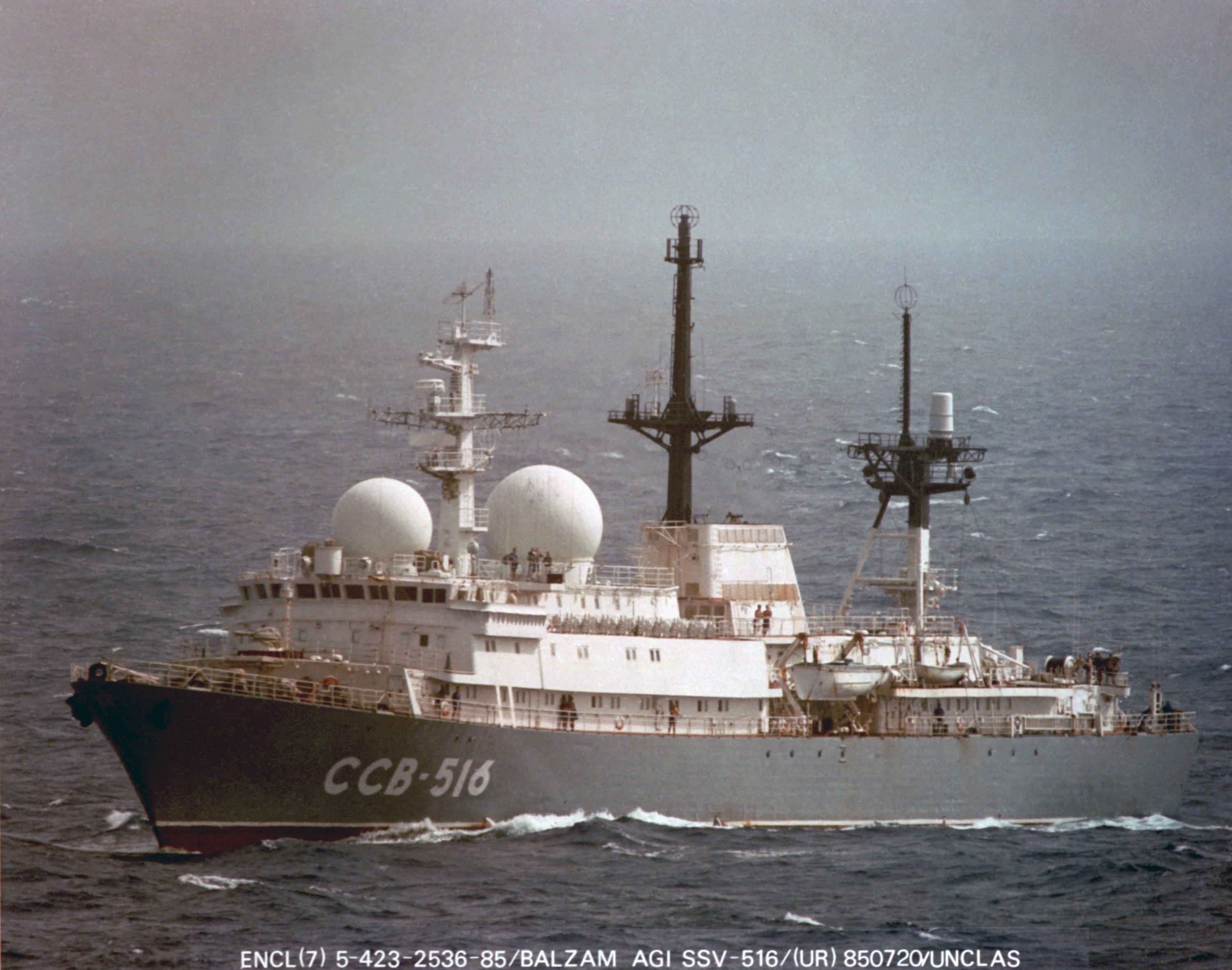
ССВ-516 «Лира» в июле 1985 года

Разработкой операции занимался штаб 33-й дивизии подводных лодок Северного флота во главе с командиром дивизии капитаном 1-го ранга Анатолием Ивановичем Шевченко, он же в дальнейшем руководил её проведением.
– Я собирался вывести в море одновременно с десяток подводных лодок и надводных кораблей. Надо было укомплектовать экипажи, обучить людей, организовать взаимодействие разнородных сил, в том числе морской стратегической авиации…А. И. Шевченко
Подготовка велась в условиях секретности, и даже дезинформации, экипажи назначенных подводных лодок вели подготовку к несению боевой службы и не имели информации о готовящейся совместной операции. Предстоящие события стали сюрпризом даже для главного особиста 33-й дивизии.
Поставленными целями операции были обнаружение районов боевого патрулирования американских подводных ракетоносцев и выявление тактических приёмов противолодочных сил НАТО в ответ на действия группы советских подводных лодок.
Походный штаб операции «Апорт» на разведывательном корабле «Лира» (судно связи ССВ-516 проекта 1826) заблаговременно вышел в район Карибского моря и прибыл в назначенную позицию в 20-х числах мая 1985 года. Затем штаб перешёл на борт гидрографического судна «Колгуев» проекта 861, откуда в дальнейшем и управлял подводными лодками. Также, в северной части Атлантического океана находились несколько кораблей радиоразведки, замаскированные под рыболовные суда. Операция велась с применением космических разведывательных спутников системы МКРЦ «Легенда» и спутников радиотехнической разведки типа «Целина-2».

## Ход операции
29 мая с интервалом в несколько суток начался выход из базы в Западной Лице четырёх АПЛ 33-й дивизии: К-488 проекта 671РТ «Сёмга» (командир — А. И. Чулимов) и трёх лодок проекта 671РТМ «Щука» — К-502 (командир — В. В. Головко), К-299 (командир — М. И. Клюев) и К-324 (командир — С. В. Ефременко). Ещё немного позже из Гремихи вышла АПЛ К-147 проекта 671 «Ёрш» из состава 3-й ДиПЛ (командир — В. В. Харлашкин В. В., старший на борту — начальник штаба 3-й ДиПЛ В. В. Никитин), она отличалась наличием системы обнаружения кильватерного следа (СОКС) «Тукан».
Активная фаза операции «Апорт» началась 18 июня. Советские лодки заняли назначенный район, две лодки начали друг за другом обходить район по часовой стрелке, ещё две лодки циркулировали в противоположном направлении. Одновременно в этот район прибыли базировавшиеся на Кубе советские противолодочные самолёты Ту-142М 35-й противолодочной авиадивизии дальнего действия, основной задачей их присутствия было вынуждение ВМС США к принятию ответных мер. Только с этого момента находившийся в состоянии обычной активности американский флот начал принимать ответные меры — поднялись в воздух патрульные самолёты P-3C «Орион» с авиабаз Брансуик, Лажиш и Гринвуд. В течение трёх недель боеготовность сил береговой обороны США имела высший «алый» уровень. С каждой из трёх баз совершалось по 3-4 самолёто-вылета в сутки, осуществлялись поиски по всей Западной Атлантике, но их итогом стало обнаружение только одной советской АПЛ — К-488 в районе Исландии. После завершения операции эта лодка продолжила самостоятельное выполнение задач боевой службы и вернулась в базу 10 августа.
Пять лодок и оперативно вылетавшие по команде четыре Ту-142М совместными действиями организовали в обозначенном районе «поисковый мешок». При попытке покинуть исследуемый советами район американцы гарантированно обнаруживались либо подводными лодками, либо при помощи полей сбрасываемых гидроакустических буев.

## Результаты
К-147 более пяти суток по кильватерному следу вела наблюдение за американской стратегической АПЛ USS Simon Bolivar (SSBN-641) типа «Бенджамин Франклин», после чего сблизилась с ней и ещё сутки преследовала её, ориентируясь по гидроакустическому сигналу в пассивном режиме. Всего за время операции К-147 шесть раз обнаруживала иностранные атомные подводные лодки.
По воспоминаниям В. Н. Чернавина АПЛ К-324 трижды обнаруживала иностранные АПЛ, общее время слежения составило 28 часов.
Самолёты Ту-142М осуществили слежение за многоцелевой АПЛ типа «Лос-Анджелес» и дважды обнаруживали ПЛАРБ США.
Всего советским отрядом были обозначены два района нахождения многоцелевых АПЛ США и два района боевого дежурства стратегических АПЛ США. Это послужило доказательством эффективности советских АПЛ в предотвращении ракетно-ядерного удара по СССР с иностранных ПЛАРБ.
Советские подводные лодки столкнулись с рядом сложностей в работе оборудования в условиях Саргассова моря — в тёплой воде со скоплениями водорослей. С учётом опыта «Апорта» спустя два года была проведена операция «Атрина». Единственной подводной лодкой, принявшей участие в обеих операциях стала К-299.